# Gérygone blanchâtre
Aphelocephala leucopsis
Espèce
Statut de conservation UICN

 VU  : Vulnérable
La Gérygone blanchâtre (Aphelocephala leucopsis) est une espèce de passereaux de la famille des Acanthizidae.

## Répartition
Elle est endémique en Australie.

## Sous-espèces
D'après Alan P. Peterson, il en existe 2 sous-espèces :
- Aphelocephala leucopsis castaneiventris (Milligan) 1903 ;
- Aphelocephala leucopsis leucopsis (Gould) 1841.